# Casina Vanvitelliana
La Casina Vanvitelliana est le nom d'un pavillon de chasse construit pour les rois de la maison de Bourbon-Siciles, situé sur un îlot du lac Fusaro, dans la commune de Bacoli, en Campanie.

## Historique

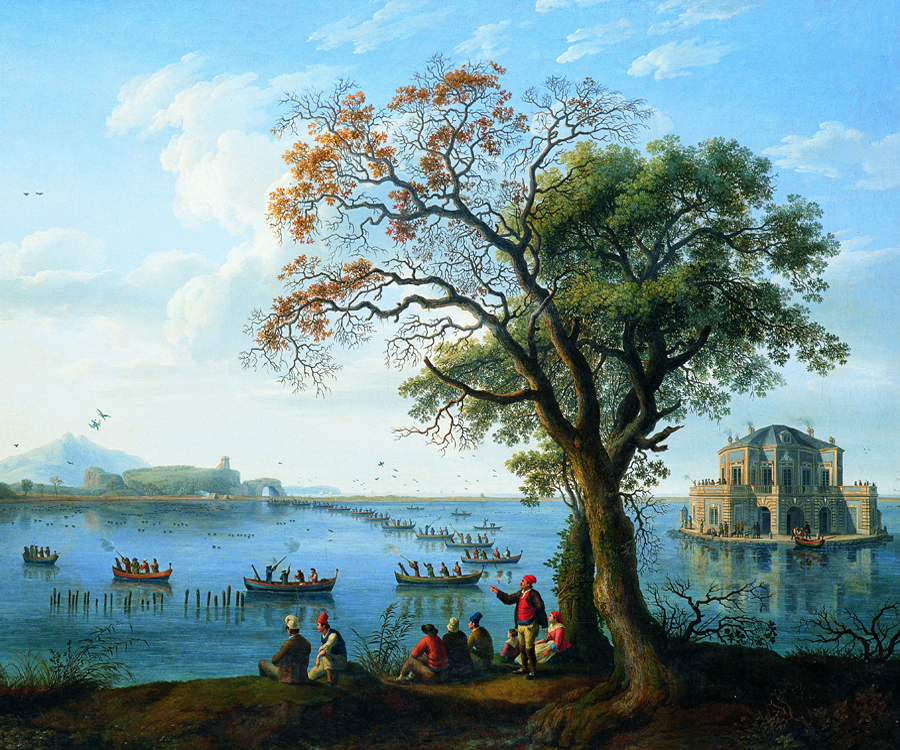
La casina Vanvitelliana, dans un tableau de Jacob Philipp Hackert représentant une chasse au canard du roi Ferdinand IV.

En 1752, le roi Charles de Bourbon acquiert le domaine de Fusaro, à l'ouest des Champs Phlégréens et à l'époque peu habité, pour en faire une réserve de chasse et de pêche.
Il confie le chantier de transformation du site (assainissement et consolidation des rivages) à l'architecte Luigi Vanvitelli, qui construit sur un petit îlot un premier petit pavillon.
Les travaux sont poursuivis et complétés par son fils Carlo Vanvitelli sous le règne de Ferdinand IV. C'est à lui que l'on doit, en 1782, la réalisation de l'actuel Casino Reale di Caccia (le pavillon de chasse royal), posé sur le lac.
Par la suite, l'édifice est utilisé comme lieu de villégiature pour des hôtes de marque : il a ainsi accueilli l'empereur François Ier d'Autriche qui y séjourne en mai 1819, le compositeur Gioachino Rossini et, plus récemment dans les années 1950, le président de la République italienne, Luigi Einaudi. Quant à Mozart, qui a bien visité le lac Fusaro lors de son voyage à Naples en 1770, il n'y a en revanche pas séjourné, le pavillon royal n'étant pas encore édifié.

## Architecture
L'élégante casina s'inscrit dans l'héritage architectural du baroque napolitain, et n'est pas sans évoquer le pavillon de chasse de Stupinigi, conçu quelques années plus tôt près de Turin par Filippo Juvarra.
L'édifice souhaité par les Bourbons présente un plan circulaire, composé par trois corps octogonaux qui se croisent au sommet, se rétrécissant en une sorte de pagode, avec de grandes baies sur deux étages. Jusqu'à la création d'un long ponton en bois reliant la casina à la rive du lac, on accédait au pavillon par barque.

## Lacasinaau cinéma
La Casina Vanvitelliana apparaît dans le film La Guerre des gangs (1980) de Lucio Fulci, ainsi que dans Ferdinando e Carolina (1999) de Lina Wertmüller. Elle a également été l'un des lieux de tournage de L'imbroglio nel lenzuolo (2009) avec Maria Grazia Cucinotta.
Une légende urbaine a fait de la casina la maison de la fée aux cheveux bleus des célèbres Aventures de Pinocchio ; en réalité le feuilleton de Luigi Comencini a été tourné sur le lac de Martignano, près de Rome.
Depuis 2023, la Casina accueille le Festival du film archéologique de Bacoli.